# Франсуа Полен
Франсуа Полен (нід. François Paul Louis Pollen, 8 січня 1842, Роттердам — 7 травня 1886, Гаага) — голландський мандрівник і натураліст. Xenopirostris polleni — вид названий на честь ученого.

## Біографія
У 1862 році він переїхав до Лейдена, щоб вивчати медицину, але Герман Шлегель закликав його вивчати зоологію. Полен здійснив поїздки, що включили Мадагаскар (від 1863 р. до 1866 р.) і збирав зразки комах, риб, птахів і ссавців для Національного музею природної історії в Лейдені. Він написав ряд публікацій про свої подорожі. Потім він також фінансував польові роботи інших учених на Мадагаскарі. Крім того, він має види тварин і рослин, зібраних на Коморських островах, Маскаренських островах і острові Реюньйон. У 1875 році був удостоєний звання почесного доктора Геттінгенського університету Георга-Августа, Німеччина.

## Описані таксони
- Eidolon dupreanum — вид криланів.
- Coracina newtoni — вид птахів родини личинкоїдових.
- Newtonia — рід птахів родини Vangidae.

## Праці
- Een blik in Madagaskar (1867)
- Recherches sur la faune de Madagascar et de ses dépendances, d'après les découvertes de François P. L. Pollen et D. C. Van Dam (1868–1877)